# EP u hokeju na travi 2003.
Europsko prvenstvo u hokeju na travi za muške 2003. se održalo u Španjolskoj, u Barceloni.

## Sudionici
Sudionici su bili Belgija, Engleska, Francuska, Irska, Italija, Nizozemska, Njemačka, Poljska, Rusija, Škotska, Španjolska i Švicarska.

## Rezultati
- za brončano odličje:

 Engleska -  Nizozemska 1:1 (6:5 nakon kaznenih udaraca)
- za zlatno odličje:

 Njemačka -  Španjolska 1:1 (5:4 nakon kaznenih udaraca)

## Konačna ljestvica
| Mj. | Država     |
| --- | ---------- |
| 1.  | Njemačka   |
| 2.  | Španjolska |
| 3.  | Engleska   |
| 4.  | Nizozemska |
| 5.  | Francuska  |
| 6.  | Belgija    |
| 7.  | Poljska    |
| 8.  | Škotska    |
| 9.  | Irska      |
| 10. | Italija    |
| 11. | Švicarska  |
| 12. | Rusija     |

Naslov europskog prvaka je osvojila Njemačka.